# Gösta Winbergh
Gösta Winbergh (Stockholm, 30 december 1943 - Wenen, 18 maart 2002) was een Zweedse tenor. Hij wordt, naast Jussi Björling en Nicolai Gedda, beschouwd als een van de beste tenoren van Zweden en de wereld.

## Biografie
In Winberghs familie bestond geen muzikale traditie. Hijzelf was bouwingenieur toen hij in 1967 zijn eerste operavoorstelling zag. De ervaring raakte hem zodanig dat hij besloot een carrière in de opera na te streven. Hij schreef zich in voor de operaklas van Zwedens prestigieuze Koninklijke Muziekacademie en werd gelijk aangenomen. Hij bezocht de school tussen 1969 en 1971. Hij begon te zingen bij de Koninklijke Opera te Stockholm en kreeg geleidelijk aan internationale aandacht in de jaren tachtig toen hij gastoptredens verzorgde op buitenlandse podia, Kopenhagen, Aix-en-Provence, San Francisco en in 1980 Glyndebourne, waar hij Belmonte (Die Entführung aus dem Serail) zong en groot succes oogstte vanwege zijn honingzacht stemgeluid en elegante gezang. Later werkte hij regelmatig in het operahuis van Zürich en de Metropolitan Opera in New York.
Gedurende de eerste twee decennia van zijn dertigjarige carrière werd Gösta Winbergh vooral bewonderd vanwege zijn rollen in opera's van Mozart. Zijn Don Ottavio (Don Giovanni) werd gevierd in de Metropolitan Opera, op de Salzburger Festspiele, in Houston, Chicago, Berlijn en Barcelona. Hij zong Ferrando (Così fan tutte) in het Hoftheater van Drottningholm en Tamino (Die Zauberflöte) tijdens zijn debuut aan La Scala in Milaan.
Hij zong ook lyrische rollen als Almaviva in Il barbiere di Siviglia, de hertog in Rigoletto, Alfredo in La Traviata, Nemorino in L'elisir d'amore en Lenski in Jevgeny Onjegin. In 1982 maakte hij zijn debuut in Chicago als Ferrando en tevens zijn debuut in Covent Garden in de titelrol van Mozarts La clemenza di Tito, waarmee hij veel succes oogstte. Het jaar daarop zong hij Mozarts Mitridate, re di Ponto tijdens de Schwetzinger Festspiele en maakte hij zijn debuut aan de Metropolitan Opera als Don Ottavio.
In 1991 zong hij in Bonn Jenik in De verkochte bruid en keerde hij terug naar de Scala als Pylades in Glucks Iphigénie en Tauride. Ook zong hij in Zürich zijn eerste Lohengrin, waardoor er een heel nieuwe carrière voor hem open lag met meer Wagner opera's, de Kaiser in Die Frau ohne Schatten, Don José in Carmen en Florestan in Fidelio. In 1993 ontving hij de Zweedse koninklijke onderscheiding "Litteris et Artibus".
Na Die Frau ohne Schatten in Zürich in 1994, Parsifal in Stockholm en Erik in Der fliegende Holländer in 1995 in Venetië, introduceerde Winbergh zijn Lohengrin in Rome en trad hij in 1996 op in de Opéra Bastille in Parijs (een concertante uitvoering, omdat het toneelpersoneel in staking was).
In 1998 kwam hij in Zürich met een nieuwe rol, die van Huon in Webers Oberon. Hij zong ook Parsifal in Berlijn. In 1999 verscheen hij als Lohengrin in Sint-Petersburg als gast van de Kirov Opera en als Walther in Die Meistersinger von Nürnberg in Chicago. Daarna keerde hij terug naar Stockholm voor de rol van Don José in Carmen. Zijn laatste nieuwe rol was Florestan in Fidelio in 2002, die hij aan de Weense Staatsopera zong op de avond voor hij stierf aan een hartaanval.

## Nalatenschap
Na zijn dood werd in Zweden de Gösta Winbergh Award (GWA) ingesteld. De prijs wordt ieder jaar aan jonge veelbelovende tenoren uitgereikt middels een zangwedstrijd die plaatsvindt op het operatoneel Confidencen, op het koninklijke landgoed Ulriksdal, een paar kilometer buiten Stockholm. De eerste prijs bestaat uit 14.000 euro en de tweede uit 6.000 euro.
- Bibsys: 1054346
- Bibliothèque nationale de France: cb139012347 (data)
- CiNii: DA09014944
- Gemeinsame Normdatei: 124972357
- International Standard Name Identifier: 0000 0001 1047 5454
- Library of Congress Control Number: n80086877
- Nationale Bibliotheek van Letland: 000067487
- MusicBrainz: 5bb2d53c-0f58-4bc8-ad40-6898ae72545e
- Nationale Bibliotheek van Tsjechië: xx0022562
- Nationale bibliotheek van Australië: 35813544
- Nationale Bibliotheek van Israël: 987007351510505171
- Nederlandse Thesaurus van Auteursnamen: 109655273
- LIBRIS: 137880
- SNAC: w6127bvt
- Système universitaire de documentation: 13991403X
- Theaterlexikon der Schweiz: Gösta_Winbergh
- Virtual International Authority File: 27253608
- WorldCat: E39PBJxxfJJGCf9kXBm8VV6xjC